# Pauline Alderman

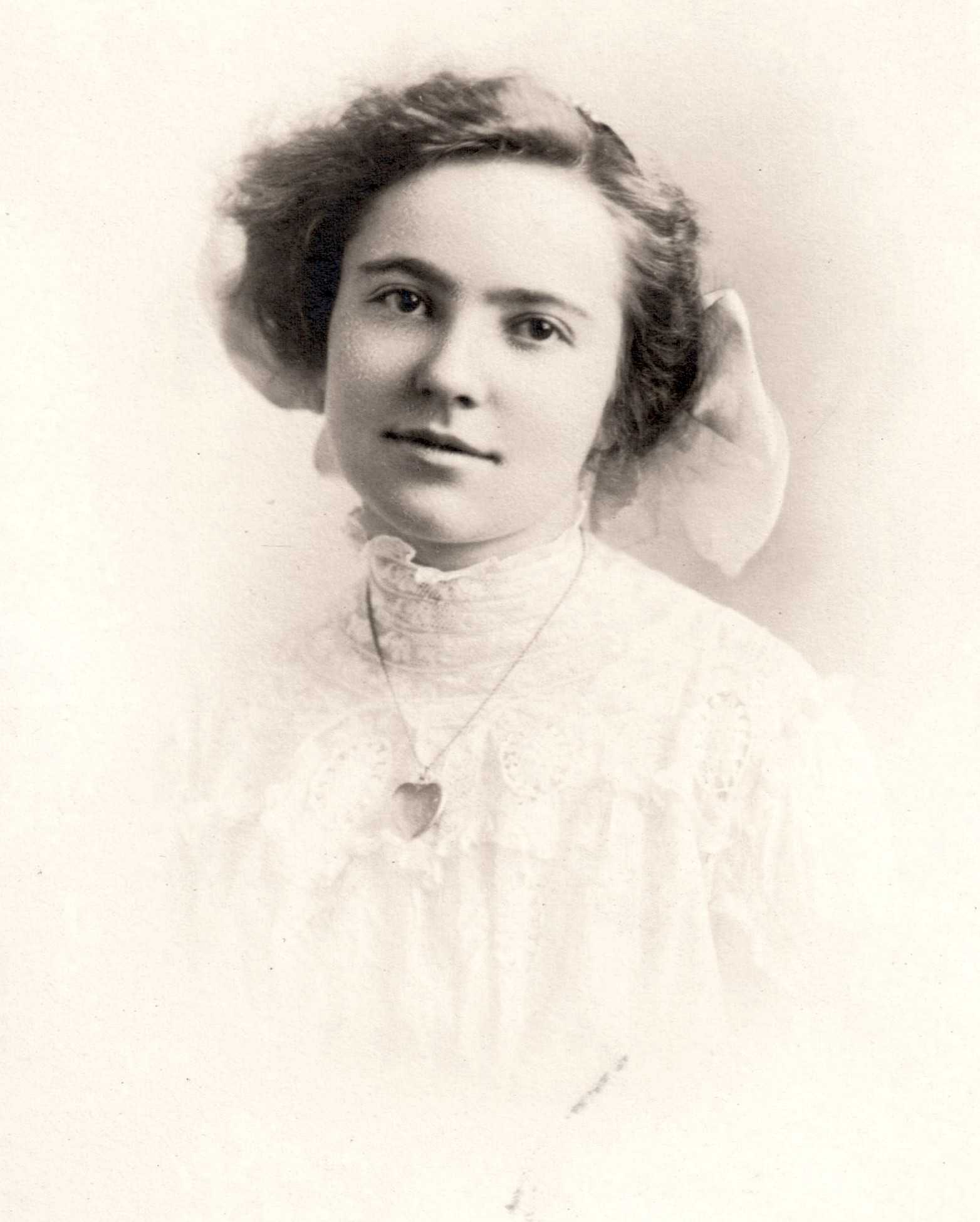
Pauline Alderman (1911)

Pauline Alderman (* 16. Januar 1893 in Lafayette, Oregon; † 11. Oktober 1983 in Los Angeles) war eine US-amerikanische Musikwissenschaftlerin und Komponistin.
Alderman erhielt in ihrer Jugend eine Ausbildung im Klavier- und Orgelspiel sowie in englischer und deutscher Literatur. Seit 1916 unterrichtete sie englische Literatur an der Junior High School von McMinnville. Seit 1918 unterrichtete sie Geschichte und Musik in Portland und besuchte im Sommer Musikkurse an der University of California in Berkeley. Sie wurde dann Schülerin von Carolyn Alchin, bei der sie zwischen 1920 und 1923 studierte, während sie gleichzeitig an der Ellison-White-School, einem neu gegründeten Konservatorium in Portland, unterrichtete.
Seit 1923 besuchte sie das New York Institute of Musical Art (die spätere Juilliard School of Music), wo sie Schülerin von Percy Goetschius war. Ab 1924 unterrichtete sie Klavier, Musiktheorie und Musikgeschichte am Pomona College in Claremont/Kalifornien. Von 1928 bis 1930 hatte sie einen Vertrag an der University of Washington, danach unterrichtete sie Musikgeschichte und Literatur an der University of Southern California (USC) in Los Angeles. 1935 hatte sie Unterricht bei Arnold Schönberg.
Ab 1938 hielt sich Alderman in Europa auf, wo sie unter anderem an der Universität Edinburgh bei Donald Francis Tovey und an der Universität Straßburg studierte. 1940 kehrte sie nach Los Angeles zurück, wo sie erneut an der USC unterrichtete und Kompositionsunterricht bei Ernst Toch und Lucien Cailliet nahm. 1946 promovierte sie an der USC mit der Arbeit Antoine de Boësset and the Air de Cour. Von 1952 bis zu ihrer Pensionierung im Jahre 1960 hatte sie hier den Lehrstuhl für Musikgeschichte inne.
Neben Liedern komponierte Alderman die Oper Bombastes Furioso (1938) und die Operette Come On Over (1941).
Seit 1985 vergibt der International Congress on Women in Music den Pauline Alderman Award für musikwissenschaftliche und journalistische Arbeiten über Frauen in der Musik.

## Schriften
- Antoine Boesset and the Air de Cour, Dissertation, 1946
- A Survey of Vocal Literature (1952)
- Theme and Variations (1943–45)
- Pioneers of Music (1950)